# استخوان هرمی
استخوان هرمی یا استخوان سه‌گوش (به انگلیسی: triquetrum) استخوانی کوچک و سه وجهی در مچ دست انسان است. این استخوان یکی از هشت استخوان مج دست است که در ردیف پروگزیمال استخوانهای مچ دست قرار دارد.
استخوان‌های ردیف فوقانی (پروگزیمال) مچ دست از سمت خارج به داخل عبارتند از:
- ناوی (اسکافوئید)
- هلالی (لونیت)
- استخوان هرمی (تریکتروم)
- نخودی (پیزیفورم)

## نگارخانه

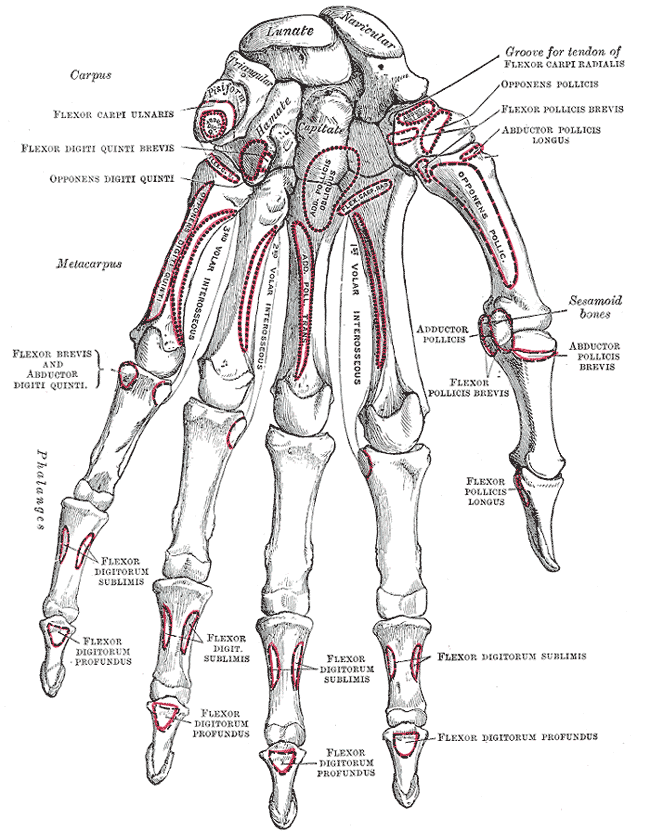
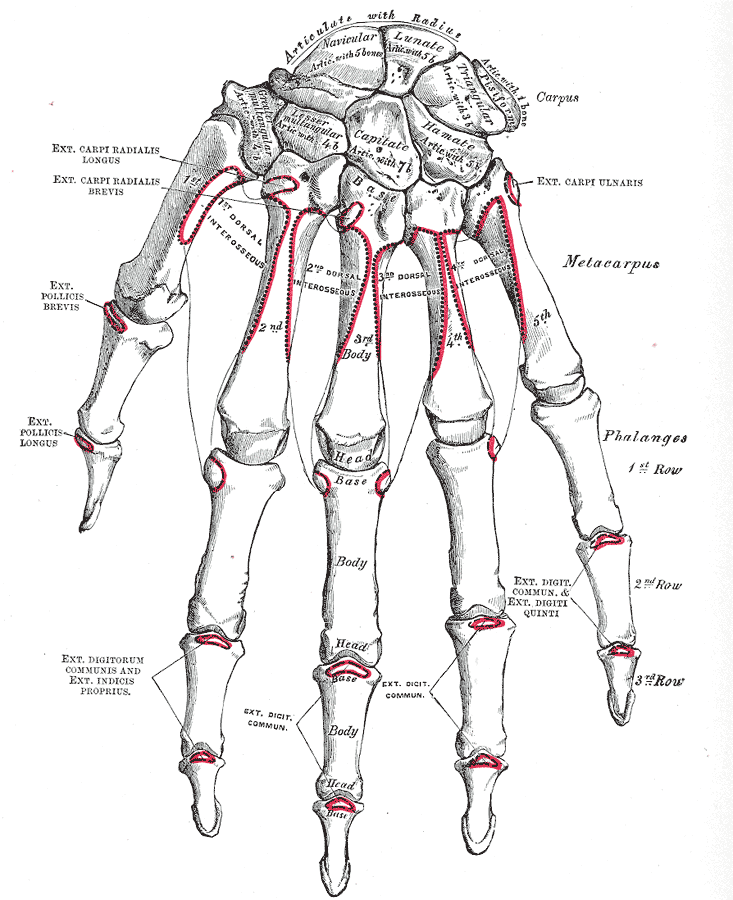
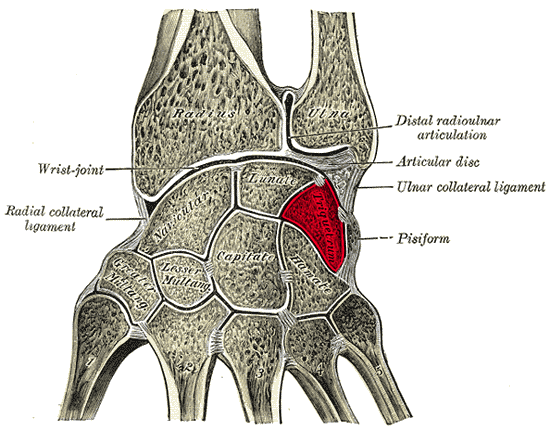